# Fabián Sahdi
Fabián Sahdi (Bahía Blanca, 24 de julio de 1989) es un baloncestista argentino nacionalizado sirio que se desempeña como base.

## Carrera profesional
Formado en la cantera de El Nacional, comenzó a jugar con los mayores del club siendo aún muy joven. Fue parte del plantel que se consagró campeón del Torneo Nacional de Ascenso 2006-07, por lo que pudo debutar en la Liga Nacional de Básquet con 18 años. 
Tras el descenso de El Nacional pasó luego por Unión de Sunchales, Monte Hermoso Basket (con el que perdió la categoría) y Huracán de Trelew. Su retorno a la LNB se produjo en 2013, fichado por el club marplatense Quilmes, pero, tras solamente una temporada en esa institución, decidió incorporarse a su clásico rival Peñarol.
Sahdi jugó para Quimsa desde el arranque de la temporada 2016-17 de la LNB, pero no pudo concluirla a causa de una lesión de Bankart en su hombro.
El base retomó la práctica profesional deportiva luego de varios meses de inactividad como ficha de Villa Mitre de Bahía Blanca, club que competía en el Torneo Federal de Básquetbol, la tercera categoría del baloncesto argentino. En enero de 2018 acordó su incorporación a Comunicaciones de la LNB, con la misión de evitar el descenso del club, cosa que finalmente consiguió.
A mediados de 2018 comenzó una experiencia fuera de su país como jugador extranjero que se extendió hasta fines de 2021, y que incluyó pasos por clubes de primera división de Brasil y Colombia (llegó a formar parte del poderoso Flamengo como sustituto de su compatriota Franco Balbi).
En el verano de 2022 comenzó su segundo ciclo con Peñarol, el cual terminó junto con la temporada regular, ya que Sahdi no jugó los playoffs. En junio de ese año se produjo su retorno a Comunicaciones.

### Clubes
| Club                  | País      | Año             |
| --------------------- | --------- | --------------- |
| El Nacional           | Argentina | 2004 - 2009     |
| Unión de Sunchales    | Argentina | 2009 - 2010     |
| Monte Hermoso Basket  | Argentina | 2010 - 2012     |
| Huracán de Trelew     | Argentina | 2012 - 2013     |
| Quilmes               | Argentina | 2013 - 2014     |
| Peñarol               | Argentina | 2014 - 2016     |
| Quimsa                | Argentina | 2016 - 2017     |
| Villa Mitre           | Argentina | 2017            |
| Comunicaciones        | Argentina | 2018            |
| São José Basketball   | Brasil    | 2018 - 2019     |
| Rio Claro Basquete    | Brasil    | 2019 - 2020     |
| Tigrillos de Medellín | Colombia  | 2020            |
| Unifacisa             | Brasil    | 2021            |
| Flamengo              | Brasil    | 2021            |
| Peñarol               | Argentina | 2022            |
| Comunicaciones        | Argentina | 2022 - 2023     |
| Team Cali             | Colombia  | 2023            |
| Toros del Valle       | Colombia  | 2024            |
| Pacífico de Neuquén   | Argentina | 2024            |
| Brown de Madryn       | Argentina | 2025            |
| Villa Mitre           | Argentina | 2025 - Presente |

## Selección nacional

### Argentina
Sahdi jugó con las selecciones nacionales juveniles de Argentina, formando parte del plantel sub-15 que se consagró campeón en el Campeonato Sudamericano de Baloncesto Sub-15 en 2004 y en 2005. También integró el equipo que se coronó campeón en el Campeonato Sudamericano de Baloncesto Sub-17 de 2005, organizado en Venezuela.
En 2019 integró el plantel de Argentina Desarrollo, un combinado de jugadores de La Liga Argentina y del Torneo Federal de Básquetbol que representó a su país en una gira por China.

### Siria
Al ser descendiente de inmigrantes sirios, Sahdi resultó elegible para integrar la selección de baloncesto de Siria. Luego de completar el trámite de nacionalización en 2021, aceptó finalmente jugar para ese país.